# Alice Ferney
Œuvres principales
- Grâce et Dénuement (1997)

Alice Ferney, nom de plume de Cécile Brossollet, épouse Gavriloff, née le 21 novembre 1961 à Paris, est une écrivaine française.

## Biographie
Cécile Brossollet étudie à l'ESSEC (1981-1984) puis soutient en 1990 une thèse en sciences économiques à l'École des hautes études en sciences sociales (EHESS). Devenue maître de conférences à l'université d'Orléans, elle se spécialise en microéconomie. Ses travaux cherchent, dans le cadre du paradigme néoclassique, à donner un fondement théorique à l’entrée massive des femmes sur le marché du travail. La théorie économique peut-elle expliquer la fin de la division intrafamiliale du travail telle que l’a théorisée l’économiste américain Gary Becker ? Grâce aux outils offerts par la théorie des jeux, elle introduit dans la représentation économique du ménage, les rapports de force et la négociation, l’apprentissage, l’incertitude et le divorce.
Ses thèmes se partagent selon deux axes, d'une part la différence des sexes, la maternité et le sentiment amoureux, d'autre part l'Histoire, la guerre, l'engagement.
En 1998, elle reçoit le prix Culture et Bibliothèques pour tous pour son roman Grâce et Dénuement, récit de la découverte de la lecture par les enfants d'une famille gitane installée de façon illégale sur un terrain privé près d'une grande ville.
En 2000, son roman La Conversation amoureuse est un immense succès, vendu à 170 000 exemplaires et traduit dans 13 langues.
En 2013, lors du débat français sur le mariage homosexuel, Alice Ferney signe aux côtés de 54 autres intellectuelles une lettre faisant part aux sénateurs de « leur préoccupation » au sujet du projet de loi, s'inquiétant également de « l'effacement délibéré des origines » et l'aliénation de « l'humanité de toutes les femmes » qu'entraînerait la gestation pour autrui.
En 2014, elle publie Le Règne du vivant, un « roman documentaire » inspiré de l'action du militant écologiste Paul Watson pour protéger les baleines et lutter contre la surpêche et le braconnage. Par ce livre, elle revendique de rendre hommage à des militants controversés et leur donne raison.
En 2015, elle rend hommage à la psychanalyste Elsa Cayat, victime de l'attentat contre Charlie Hebdo le 7 janvier 2015.
En 2016, son roman L'Élégance des veuves est adapté au cinéma dans le film Éternité par Trần Anh Hùng, avec Audrey Tautou, Bérénice Bejo et Mélanie Laurent.
Le CD du roman reçoit un Coup de cœur Parole enregistrée et documents sonores 2017 de l’Académie Charles-Cros.
En février 2018, à l'occasion du festival Historia à Strasbourg, son roman Les Bourgeois reçoit le prix du roman historique décerné par la revue Historia.
Le 3 mai 2019, l'Académie des Jeux floraux de Toulouse lui décerne le prix Béatrix de Toulouse-Lautrec pour l'ensemble de son œuvre.

## Publications

### Romans
- Le Ventre de la fée, Actes Sud, 1993Réédition Actes Sud, coll. « Babel » no 1387
- L'Élégance des veuves, Actes Sud, 1995Réédition Actes Sud, coll. « Babel » no 280
- Grâce et Dénuement, Actes Sud, 1997Prix Culture et Bibliothèques pour tous. Réédition Actes Sud, coll. « Babel » no 439
- La Conversation amoureuse, Actes Sud, 2000Réédition Actes Sud, coll. « Babel » no 567
- Dans la guerre, Actes Sud, 2003Prix Claude-Farrère. Réédition Actes Sud, coll. « Babel » no 714
- Les Autres, Actes Sud, 2006Réédition Actes Sud, coll. « Babel » no 857
- Paradis conjugal, Albin Michel, 2008Réédition Actes Sud, coll. « Babel » no 990
- Passé sous silence, Actes Sud, 2010Réédition Actes Sud, coll. « Babel » no 1126
- Cherchez la femme, Actes Sud, 2013  (ISBN 978-2-3300-1840-5)Réédition Actes Sud, coll. « Babel » no 1276
- Le Règne du vivant, Actes Sud, 2014  (ISBN 978-2-330-03595-2)Réédition Actes Sud, coll. « Babel » no 1427
- Les Bourgeois, Actes Sud, 2017  (ISBN 978-2-330-08177-5)Prix Historia. Réédition Actes Sud, coll. « Babel » no 1662
- L'Intimité, Actes Sud, 2020  (ISBN 978-2-330-13930-8)Réédition Actes Sud, coll. « Babel » no 1815
- Deux innocents, Actes Sud, 2023  (ISBN 978-2-330-17623-5)Réédition Actes Sud, coll. « Babel » no 2008

### Préfaces
- Christophe Robert, Éternels étrangers de l'intérieur, Desclée de Brouwer, 2007
- Timothy Findley, Guerres ((en) The wars, 1977), traduit de l'anglais (Canada) par Éric Diacon, Phébus, 2014 (réédition ; première édition française publiée en 1979)
- Paul Watson, Earthforce. Manuel de l'éco-guerrier, traduit de l'anglais, Actes sud, 2015
- Elsa Cayat, Noël, ça fait vraiment chier : sur le divan de Charlie Hebdo, illustrations de Catherine Meurisse, Les Échappés-Charlie Hebdo, 2015 Recueil des chroniques de l'auteur publiées dans Charlie Hebdo entre février 2014 et janvier 2015.
- Laurence Aubrun, Enceinte(s) : Vivre et penser l'enfantement, éditions Emmanuel, 2022

### Participations
- Les Femmes et l'amour, Jérôme Clément, Stock, 2002
- « Et maintenant : libres d'aimer ? », dans La Plus Belle Histoire de l'amour, Seuil, 2003
- « Laure Surville », dans Reines et résistantes : guide du Paris des femmes, Descartes et Cie, 2012
- « Pour saluer la vie », dans Giono, sous la direction d'Emmanuelle Lambert, Gallimard-Mucem, 2019